# Grand Steeple-Chase des Flandres
Handicap
Dès la fin du XIXe siècle, le Grand Steeple-Chase des Flandres est ainsi considéré comme la course d'obstacles la plus spectaculaire d'Europe.
C'est un steeple-chase de 4600 mètres.
Redouté par de nombreux jockeys, le célèbre saut du Gaverbeek, la rivière de Waregem, large de 5 mètres, a notamment beaucoup fait pour la réputation de l'épreuve. L'allocation totale actuelle est de 100 000 €.